# Kunusara
Kunusara este un gen de molii din familia Lymantriinae.